# Willy Ritschard

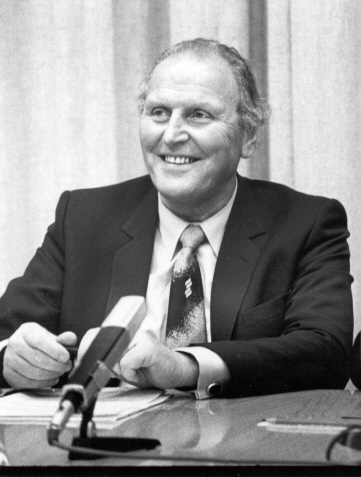
Willi Ritschard 1983

Willy (Willi) Ritschard (Deitingen, 28 september 1918 - 16 oktober 1983), was een Zwitsers politicus.
Ritschard was van beroep verwarmingsmonteur. In 1943 werd hij tot voorzitter van de Arbeidersbond van Bouw en Houtbewerkers. Van 1947 tot 1959 was hij voorzitter van de gemeenteraad van Luterbach. Van 1955 tot 1963 had hij voor de Sociaaldemocratische Partij van Zwitserland (SPS) zitting in de Nationale Raad. In 1964 werd hij in de Staatsraad van het kanton Solothurn gekozen. Hij beheerde in die functie het Departement van Financiën en Bosbouw. 
Van 1965 tot 1973 was Ritschard directeur van de staatsspoorwegen. 
Van 1 januari tot 31 december 1967 was Ritschard Landammann (regeringshoofd) van Solothurn. Diezelfde functie bekleedde hij ook van 1 januari 1971 tot 31 december 1971.
Op 5 december 1973 werd Willy Ritschard in de Bondsraad (Zwitserland). Hij bleef lid tot 3 oktober 1983. Tijdens zijn lidmaatschap van de Bondsraad beheerde hij het Departement van Verkeer en Energie (1973-1979) en het Departement van Financiën (1980-1983). 
In 1977 en in 1983 was hij vicepresident en in 1978 bondspresident.
Ritschard overleed dertien dagen na zijn aftreden op 65-jarige leeftijd.
Ritschard was een humorvolle man en hij genoot een enorme populariteit.